# Philip Anthony Clauson
Philip Anthony Clauson, britanski general, * 1899, † 1981.